# Hohoe
Hohoe est une ville du Ghana, dans la Région de la Volta, chef lieu du district municipal homonyme.
Elle est située à mi-chemin entre le lac Volta et la frontière togolaise. Sa principale curiosité touristique est constituée par les Chutes de Wli (en), les plus hautes chutes du Ghana.
C'est aujourd'hui la 35e ville la plus peuplée du pays avec une population de 56 202 habitants en 2012.

## Personnalités
- Akua Sena Dansua, journaliste et femme politique, née en 1958 à Hohoe.